# اریک ویسکال
اریک ویسکال (انگلیسی: Eric Viscaal؛ زادهٔ ۲۰ مارس ۱۹۶۸) بازیکن فوتبال اهل پادشاهی هلند است.
از باشگاه‌هایی که در آن بازی کرده‌است می‌توان به باشگاه فوتبال دی گرافشاپ، باشگاه فوتبال خنت، باشگاه فوتبال گراس‌هاپر زوریخ، باشگاه فوتبال پی‌اس‌وی آیندهوون، باشگاه فوتبال مشلان، باشگاه فوتبال خنک، و باشگاه فوتبال لیرسه اشاره کرد.
وی همچنین در تیم ملی فوتبال هلند بازی کرده‌است.